# Мухаммад ібн Абу Джа'фар
Мухаммад ібн Абу Джа'фар ібн Худ (д/н — 1264) — емір Мурсійської тайфи в 1263—1264 роках.

## Життєпис
Походив з династії Худидів. Син Абу Джа'фара, еміра Мурсії. після смерті батька 1263 року посів трон. Продовжив політику попередника, залишаючись вірним васалом Кастилії.
У 1264 року з початком Третього повстання мудехарів не наважився виступити проти кастильсьикхї залог. В результаті його було повалено й страчено. Спочатку тут оголосили вірність гранадському еміру Мухаммаду I, але згодом владу перебрав стриєчний брат поваленого еміра Абу Бакр аль-Ватік.